# ベトナム帰還兵
ベトナム帰還兵（ベトナムきかんへい、英語: Vietnam veteran）は、ベトナム戦争から帰還したアメリカ兵のこと。

## 概要
帰還兵はどの戦争にも存在する。戦争で植物状態、寝たきり状態、知力喪失状態になった人、視力・聴力・発声能力の喪失、下半身不随、腕・手・手指・脚・足の切断や損傷、PTSDやその他の精神障害など、戦争の後遺症により、職業・社会生活が不可能になり障害者年金で生活する人、職業・社会生活に重大な不利益があり障害者手当を受給する人など、様々な障害や不利益を受ける人もいる。帰還兵に対しては、1988年以前は内務省の退役軍人局、1989年以後はアメリカ合衆国退役軍人省が、医療費、障害者年金、障害者手当、大学や大学院の奨学金などの様々な社会保障サービスを提供する。アメリカ合衆国では軍歴や戦闘歴は不名誉除隊を例外として肯定的に評価される。ただし、その手続きは煩雑かつ多くの時間を要し、またその金額も不十分なもので、多くの帰還兵は出征前の生活水準に逆戻りするか、あるいはそれ以下に転落する。

## 帰還兵の数と影響
帰還兵の数は戦場に投入された兵士の数の総数－戦死者－行方不明者であり、戦争の規模が大きいほど、戦争の期間が長いほど多くなる。アメリカ合衆国の歴史上最大の戦争は第二次世界大戦であり、軍の雇用者数、戦場に投入された兵士数も、他の全ての戦争と比較して突出して多い。第一次世界大戦、朝鮮戦争、ベトナム戦争、湾岸戦争、アフガニスタン戦争、イラク戦争も多数の兵士を戦場に投入したので、帰還兵の多い戦争である。帰還兵の数が多いほど社会的認知や影響力や認知度も大きくなる。

## ベトナム帰還兵
帰還兵はどの戦争にも必ず存在し、戦争の影響による心身の障害や病気などによる不利益も必ず存在するが、第一次世界大戦、第二次世界大戦、朝鮮戦争、湾岸戦争の帰還兵は集合名詞として固有表現されず、ベトナム戦争の帰還兵だけが集合名詞として特に固有表現される。ベトナム戦争はアメリカが最初に政治的勝利を得られなかった戦争であり、国民の多くが敗北感を感じた最初の戦争でもあり、良くも悪くも特別視される。動員規模や死傷者数も第二次世界大戦に次いで大きく、戦中からの反戦運動の盛り上がりも加わって世間からの冷たい目線が帰還兵たちの心の傷をより深くし、問題を深刻化させた。ベトナム帰還兵という言葉で表現される場合、戦争の影響として帰還兵が受ける様々な不利益を通じてベトナム戦争を批判する、または、戦争を遂行した大統領として、ジョンソン大統領や、ニクソン大統領を批判するための題材として利用される。ケネディ大統領が批判される事例は、派遣軍が最大時で1万6千人だったこと、および、ケネディ大統領時代にベトナムに戦闘部隊を投入したことの認知度が低いので、ジョンソン大統領やニクソン大統領と比較して少数である。

## 帰還兵に対する非難
戦死者はワシントンD.C.にあるメモリアルパークの慰霊碑に氏名を刻印されて慰霊される。遺体が国に戻った戦死者は、棺を星条旗で包まれてアーリントン墓地に埋葬される。どの時代のどの国や地域でも、兵士が戦場から生きて帰ったら、親子・祖父母と孫・兄弟・姉妹・配偶者・恋人・友人・地域社会の人々・職場の人々のいずれも、生きて帰ったことを喜び歓迎し、戦地での苦労をねぎらい、国家に対する貢献を讃え、政府は勲章を授与する。ただし、その歓迎ムードはごく一時的なものであり、多くの帰還兵の労苦はすぐに忘れられ、時に偏屈な厄介者として扱われる。また、戦争やそれを推進した政府や軍や議会の責任までもが、理不尽にも将兵に負わされ、非難される例も多い。
なお、帰還兵から6人が連邦上院議員に選出され、副大統領、国務長官、国防長官、などの公職に選出され、または、任命され就任している。

## 社会に対する負の影響
ベトナム戦争中期以後に、殺人、強姦、強盗、傷害などの暴力犯罪、窃盗などの財産犯罪、マリファナ、コカインなどの薬物犯罪が増加傾向になったが、ベトナム戦争との因果関係は証明されていない。逆にアフガニスタン戦争とイラク戦争の時代には、殺人、強姦、強盗、障害などの暴力犯罪、窃盗などの財産犯罪、マリファナ、コカインなどの薬物犯罪は減少傾向であるが、アフガニスタン戦争とイラク戦争との因果関係は証明されていない。
ただし、長期戦の果てに政治的勝利を得られなかったベトナム戦争以降、徒労感を味わった帰還兵のPTSD問題は深刻化し、イラク戦争においては帰還兵の1/3が何らかの形でPTSDを患っている。また、帰還兵であろうとなかろうと精神疾患者に対する地域社会の受け入れ態勢の整備や偏見解消はなお不十分であり、帰還兵が故郷に就職先や居場所を見出せずに軍への再志願を繰り返す例や、精神疾患が精神障害へと悪化する例、ひいては戦場さながらの乱射事件を引き起こす例もある。

## 帰還兵からの著名人
- ジョン・マケイン3世 - アリゾナ州選出の連邦下院議員、その後連邦上院議員（共和党）、2008年アメリカ合衆国大統領選挙の共和党代表候補者、2018年8月25日81歳で永眠。
- ジョン・ケリー - マサチューセッツ州選出の連邦上院議員（民主党）、2004年大統領選挙の民主党代表候補者、2期目のオバマ政権の国務長官
- アル・ゴア - テネシー州選出の連邦下院議員、連邦上院議員（民主党）、クリントン政権の副大統領、2000年大統領選挙の民主党代表候補者
- チャック・ヘーゲル - ネブラスカ州選出の連邦上院議員（共和党）、2期目のオバマ政権の国防長官
- トム・カーパー - デラウェア州選出の連邦下院議員、デラウェア州知事、デラウェア州選出の連邦上院議員（民主党）
- ジム・ウェッブ - 海軍長官、バージニア州選出の連邦上院議員（民主党）
- コリン・パウエル - アメリカ合衆国陸軍大将、2期目のレーガン政権の国家安全保障問題担当大統領補佐官、統合参謀本部議長、1期目のG・W・ブッシュ政権の国務長官
- フレデリック・スミス - フェデックスの創業者・最高経営責任者
- クレイグ・ヴェンター  - 分子生物学者、ゲノム研究者
- ロナルド・リー・アーメイ -  俳優
- オリバー・ストーン - 映画監督
- ティム・オブライエン - 小説家、ベトナム戦争を題材に多数の作品がある
- W.D.エアハート - 詩人。『ある反戦ベトナム帰還兵の回想』刀水書房　2015年

## 帰還兵を題材にした映画
- 7月4日に生まれて
- インディアン・ランナー
- ジェイコブス・ラダー
- タクシードライバー
- ディア・ハンター
- フォレスト・ガンプ/一期一会
- ランボー
- ローリング・サンダー
- 勇者たちの戦場